# 어필영정각
어필영정각(御筆影幀閣)은 경상북도 안동시 풍산읍 하리리에 있다. 2009년 1월 21일 안동시의 문화유산 제2호로 지정되었다.

## 지정 사유
어필영정각(御筆影幀閣)은 안동시 풍산읍 하1리의 3번지 전의이씨 문중 소유로 침류정 아래 자리 잡고있다.
하리 마을 뒤편의 산골을 따라 올라가면 사방이 낮은 산으로 둘러싸인 깊은 곳에 남동향으로 앉아 있다. 산자락 끝의 완 경사지 일부를 정지하여 건물을 앉히고 사방을 판축 담장을 둘렀다.  
정면 담장 중앙에 출입 사주문이 나있고 앞으로는 이 영정각을 오르는 계단이 설치되어 있으며 좌측 편 산 능선에는 전의(全義) 이씨 양정공파(襄靖公派)문중 소유의 침류정 아래 자리 잡고 있다.
'어필영정각'(御筆影幀閣) 은 영조 45년(1769)에 임금이 화공을 내려 보내 이산두(1680~1772) 공의 초상화를 그리게 하고 그것을 보관할 영정각으로 지은 것이다.
이산두는 경종 3년(1723) 문과에 급제하고 선무랑이 되었으며 예조좌랑, 남포 현감 등의 벼슬을 하였고 관직에 임하여 공을 우선하고 사사로움이 전혀 없어 칭송이 자자한 청백리였다.
현재의 건물은 구조양식에서 창건까지 올려 볼 수 있는 모습을 거의 찾아 볼 수 없는 것으로 보아 지금에 이르는 동안에 건축적 변화가 있은 것으로 여겨지나 건립 이후의 건축 연혁은 알 수 없다.
구조양식은 평범하지만 대들보, 벽체 등에 시채 된 여러 문양의 단청이 눈길을 끌며, 영정과 어필 등은 역사적 가치를 지니고 있다.